# Adriano in Siria (Airoldi)
Adriano in Sria fou el sisè dramma per musica que l'italià Pietro Metastasio, que escrigué com a poeta oficial de l'emperador d'Àustria. El text fou encarregat perquè servís de llibret a l'òpera homònima del compositor Antonio Caldara (1670 – 1736), aleshores mestre de capella de la cort imperial de Viena.
L'obra, dividida en tres actes, s'estrenà a Viena el dia de l'onomàstica de l'emperador Carles VI, el 4 de novembre del 1732.

## Origen i context
Les fonts a les quals acudí Metastasio pels fet històrics que es narren foren: la Història Augusta i les obres de l'historiador romà Cassi Dió, presentant Hadrià com a tirà magnànim, molt en la línia del Despotisme il·lustrat imperant a l'època.

## Representacions
El 1821 el compositor italià Pietro Airoldi compongué sobre el mateix text en italià una òpera homònima dividida en dos actes, l'estrena de la qual tingué lloc al Teatro Carolino de Palerm a benefici del tenor Giovanni David (Nàpols, 1790 – Sant Petersburg, 1864).

## Personatges

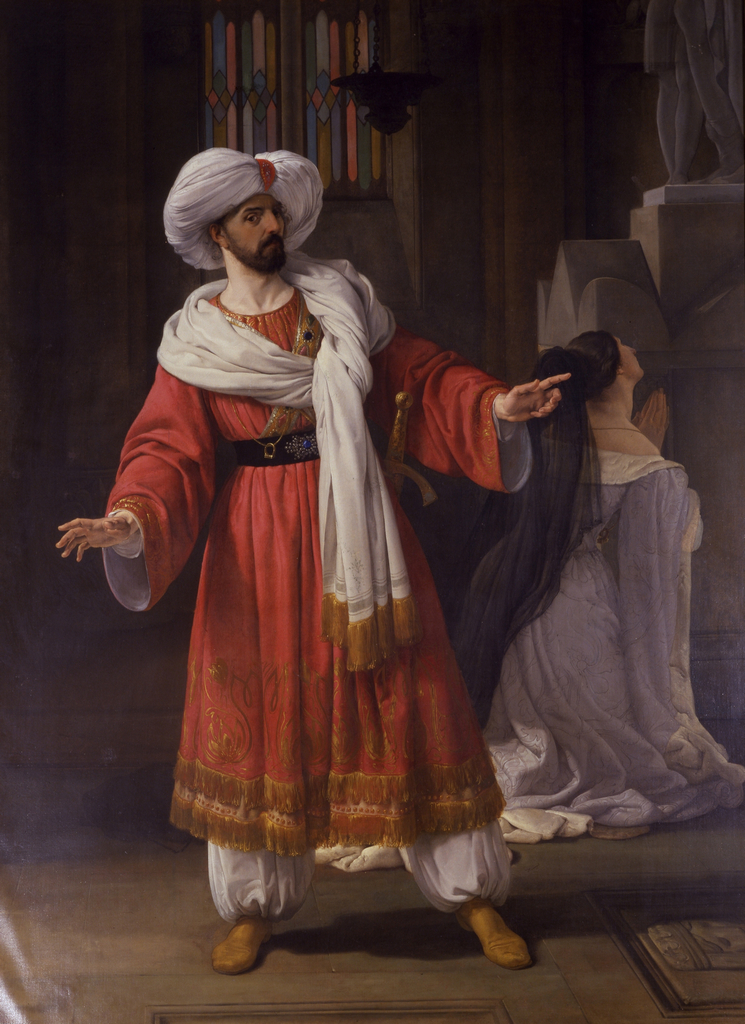
El tenor Giovanni David com a Alessandro, de l'òpera de Pacini Gli arabi nelle Gallie. Oli de Francesco Hayez (1850).

| Personatge                                             | Tessitura | Repartiment el 1821 Director: Pietro Airoldi |
| ------------------------------------------------------ | --------- | -------------------------------------------- |
| Hadrià (emperador romà)                                | tenor     | Giovanni David                               |
| Sabisa (promesa d'Hadrià)                              | soprano   | Adelaide Mazzante Piermarini                 |
| Osroes I de Pàrtia (rei dels parts, presoner d'Hadrià) | baix      | Luigi Lablache                               |
| Emirena (filla d'Osroes, presonera d'Hadrià)           | soprano   | Girolama Dardanelli Corradi                  |
| Farnaspes (promès d'Emirena, presoner d'Hadrià)        | tenor     | Francesco Piermarini                         |
| Aquil·les (tribú romà, confident d'Hadrià)             | baix      | Gaetano Chambran                             |

## Argument

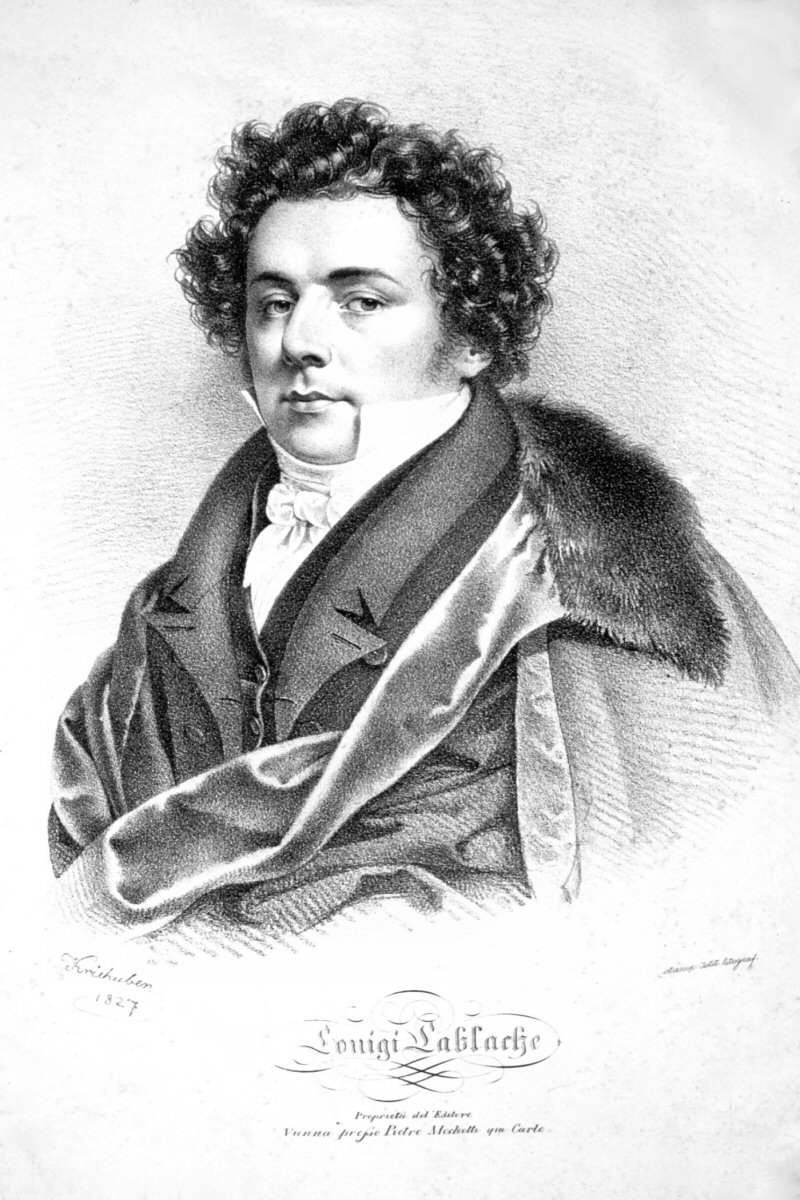
El baix Liugi Lablache. Litografia de Josef Kriehuber (1827).

L'acció se situa a la ciutat d'Antioquia, on efectivament Hadrià fou proclamat emperador. Sense preocupar-se gaire per la cronologia, Metastasio ens presenta Sabina, neboda de Trajà, com a amant i promesa d'Hadrià. L'emperador ha conquerit l'Imperi Part i ocupat la seva capital, Ctesifont. Entre els nombrosos presoners es troba el rei Osroes I de Pàrtia; la princesa Emirena, la seva filla; i el noble part Farnaspes el seu promès. Hadrià aviat és atret per la bellesa d'Emirena, i lluita entre unir-se a ella en matrimoni, cosa que garantiria una pau durable entre els dos pobles, o mantenir-se fidel a Víbia Sabina, neboda del seu antecessor, i promesa seva. Finalment venç la virtut, representada per Sabina; sobre la passió carnal que encarna Emirena, acabant l'obra amb la feliç unió entre l'emperador i la noble romana.

## Influència
Metastasio tingué gran influència sobre els compositors d'òpera des de principis del segle xviii fins a començaments del segle xix. Els teatres de més renom representaren en aquest període obres de l'il·lustre italià, i els compositors musicalitzaren els llibrets que el públic esperava ansiós. Hadrià a Síria és potser un dels llibrets que més èxit obtingué, car foren més de 50 els compositors que li posaren música.